# Nikolai Efimov
Nikolai Vladimirovich Efimov (em russo: Николай Владимирович Ефимов) (Oremburgo, 31 de maio de 1910 — Moscou, 16 de outubro de 1982) foi um matemático russo.
Sua área de interesse foi geometria.
Efimov cresceu em Rostov do Don e foi aluno de Dmitry Dmitrievich Morduhai-Boltovskoi na Southern Federal University no Oblast de Rostov. De 1934 a 1941 trabalhou na Universidade Estatal de Voronezh e a partir de 1946 na Universidade Estatal de Moscou, responsável pela cadeira de geometria.
Recebeu a Medalha Lobachevsky em 1951 e o Prêmio Lenin em 1966. Foi palestrante convidado no Congresso Internacional de Matemáticos em Moscou, em 1966. Desde 1979 foi membro correspondente da Academia de Ciências da Rússia.

## Obras
- Höhere Geometrie, 2 Bände, Vieweg, 1970 (und Deutscher Verlag der Wissenschaften, Berlin 1960)
- Flächenverbiegung im Großen, Akademie Verlag, 1957
- Quadratic forms and matrices – an introductory approach, Academic Press, 1964